# Франсоа Купрен
Франсоа Купрен, (фр. François Couperin; 10. новембар 1668, Париз - 12. септембар 1733, Париз) је био угледан француски барокни композитор, оргуљаш и чембалист. Познат је као „Велики Купрен“, како би се разликовао од осталих чланова музички надарене породице Купрен.
Купрена је подучавао његов отац. 1685. године постаје оргуљаш цркве Сен-Жерве у Паризу, посао који ће касније препустити осталим члановима своје породице. 1693. године Купрен је наслиједио свог учитеља Томелина као оргуљаш краљевске капеле (Chapelle Royale), са титулом краљев оргуљаш, коју му је доделио краљ Луј XIV.
Године 1717. Купрен добива признање оргуљаша и композитора на двору у звању "ordinaire de la musique de la chambre du Roi". Држао је са пријатељима, концерте викендом, обично недељом, за краља.
На Купрена јако је утицао Арканђело Корели чију је трио-сонату представио у Француској, објавом 1726. "Les Nations", збирке од 4 свите.
Његова најпознатија књига је "L'Art de toucher le clavecin", објављена 1716. године. Ова и друге књиге јако су утицале на Јохана Себастијана Баха – а, као и на друге складатеље, нпр. Јоханеса Брамса.